# Проба Селиванова

Проба Селиванова

Проба Селиванова — качественное обнаружение фруктозы. При нагревании пробы с фруктозой в присутствии резорцина и соляной кислоты появляется вишнево-красное окрашивание. Проба также применима для обнаружения других кетоз. Альдозы в этих же условиях взаимодействуют медленнее и дают бледно-розовую окраску или вообще не взаимодействуют. Открыта Ф. Ф. Селивановым в 1887 году.

Применяется при анализе мочи. Проба положительная при фруктозурии обменного или транспортного генеза. В 13 % случаев проба положительная при пищевой нагрузке фруктами и мёдом.